# 639292 Szabozoltan
639292 Szabozoltan este o planetă minoră (asteroid) din centura de asteroizi. A fost descoperită pe 23 august 2003 la Piszkéstetői Obszervatórium⁠(d) de . 
Obiectul prezintă o orbită caracterizată de o semiaxă mare de 3,144711093608 UAi, o excentricitate de 0,11043354393298, o înclinație de 9,7940420824772 ° în raport cu ecliptica.